# A36高速公路 (葡萄牙)
A36高速公路（葡萄牙語：A36），又稱里斯本內環公路（Circular Regional Interior de Lisboa，簡稱CRIL）或IC 17，是一條位於葡萄牙首都里斯本外圍的高速公路。呈弧形，南起阿爾熱什，至薩卡文止，與A12高速公路接通（華士古達伽馬大橋）。
全長21公里。全線設有十四處交流道。1995年至2011年分段通車。